# Alobrožani
Alobrogi (Alobrožani; latinski: Allobroges) je bio drevni keltski, odnosno galski narod, koji je u antici živio na području između rijeke Rhone i Ženevskog jezera. Glavni grad im je bio današnji Vienne.
Bili su poznati po svom ratničkom umijeću, a prvi put ih spominje Polibije sredinom 2. stoljeća pr. Kr. navodeći kako su za vrijeme drugog punskog rata bez uspjeha pokušali zaustaviti Hanibala na njegovom pohodu na Italiju. Godine 123. pr. Kr. su se sukobili s Rimljanima, odbivši izručiti salijskog poglavicu Tutomotula koji je kod njih pronašao utočište. Zbog toga je na njih pokrenuo pohod konzul Kvint Fabije Maksim, koji će poslije pobjede dobiti nadimak Alobrogik. Alobrogi su nakon toga imali važnu ulogu u razbijanju Katilinine zavjere, odavši rimskim vlastima ponudu zavjerenika da ih podrže u zamjenu za rimske teritorije. Kasnije su pomagali Cezaru u galskim ratovima.